# Max Bach (Gewerkschafter)
Max Bach (* 5. Oktober 1885 in Gunzenhausen; † 2. Januar 1967 in Offenbach am Main) war ein deutscher Gewerkschafter und Opfer des Nationalsozialismus.

## Leben
Max Bach wurde 1885 als Sohn eines Glasers und Musikers geboren. Er hatte acht Geschwister. Nach seiner Schule lernte er Schuhmacher. Er zog zunächst nach Nürnberg, wo er am 2. November 1902 Mitglied des Zentralverbands der Schuhmacher Deutschlands wurde. Dem Verband trat er 1907 aus. 1903 zog er nach Offenbach am Main und wurde dort 1907 Fabrikarbeiter im Teerfarbenwerk Oehler. Gleichzeitig wurde er Mitglied des Fabrikarbeiterverbands, für den er sogleich Vertrauensmann wurde. Seine gewerkschaftliche Tätigkeit führte immer wieder zu Konflikten mit seinem Arbeitgeber. 1909 wurde er in den Offenbacher Vorstand gewählt. 1911 wurde er außerdem Vertreter der Versichertengruppe im Ausschuss der Allgemeine Ortskrankenkasse Offenbach.
Max Bach nahm am Ersten Weltkrieg als Frontkämpfer teil. Nach dem Krieg wurde er hauptamtlicher Geschäftsführer des Fabrikarbeiterverbands in Offenbach. Diese Stelle hatte er bis zur Zerschlagung der Gewerkschaften 1933 durch die NSDAP inne. er war außerdem Arbeitsrichter und Mitglied des Schlichtungs- und Verwaltungsausschusses des Arbeitsamt Offenbachs.
Kurz nach der Gleichschaltung der Gewerkschaften in die Deutsche Arbeitsfront (DAF) wurde Bach mehrmals inhaftiert, darunter mehrere Tage auch im neu gegründeten KZ Osthofen. Die Verhaftungen erfolgten bis 1935 mehrfach mit jeweils kurzen Haftstrafen, zum einen um den Fabrikarbeiterverband endgültig zu zerschlagen, zum anderen als eine Art Beugehaft um ihn aus dem Aufsichtsrat des Konsumvereins zu entfernen. Bis 1936 durfte er keiner geregelten Arbeit nachgehen.
Ab 1936 wurde er Arbeiter bei der Offenbacher Firma Eisele Autoelektrik und ab 1941 bei Maschinenbau Betz. Am 22. August 1944 wurde er im Rahmen der Aktion Gewitter erneut festgenommen. Obwohl er keinerlei Beteiligung an dem gescheiterten Attentat vom 20. Juli 1944 hatte, musste er vier Wochen im KZ Dachau verbringen.
Nach dem Zweiten Weltkrieg beteiligte er sich am Wiederaufbau des Gewerkschaftssystems. Unter anderem organisierte er die ersten Betriebsrätewahlen am 1. Oktober 1945 in der Amerikanische Besatzungszone. Er wurde Gründungsmitglied und erster Vorsitzender der Einheitsgewerkschaft Gewerkschaft Chemie-Papier-Keramik (später vereinigt mit der IG Chemie-Papier-Keramik), die sich als Nachfolgerin des Fabrikarbeiterverbands verstand. Nachdem er 1956 aus Altersgründen ausgeschieden war, wurde er zum „Alt-Vorsitzenden“ ernannt. Beruflich arbeitete er als Sachbearbeiter beim Arbeitsamt Offenbach.
1963 wurde ihm für besondere Verdienste am demokratischen Wiederaufbau das Bundesverdienstkreuz am Bande verliehen.

## Familie
Max Bach war verheiratet und hatte drei Kinder, darunter der nach ihm benannte Max Bach, den Verleger des Darmstädter Echo.